# Jean Toublanc
 (juillet 2016).
Si vous disposez d'ouvrages ou d'articles de référence ou si vous connaissez des sites web de qualité traitant du thème abordé ici, merci de compléter l'article en donnant les références utiles à sa vérifiabilité et en les liant à la section « Notes et références ».
Jean Toublanc est un journaliste et militant royaliste français né le 19 novembre 1932 à Vannes et mort le 19 octobre 2003 à Pontoise. 

## Biographie
Il a été secrétaire général des Étudiants de la Restauration nationale sous le pseudonyme de Jean Danjou. Il collaborait à Amitiés Françaises Universitaires et à Combat National. Il milita pour l'Algérie française et fut, pour cela, interné administratif au camp de Saint-Maurice-l'Ardoise. De 1968 à 1971 il anima la fédération parisienne de la Restauration Nationale. Il quitte ce mouvement et crée avec d'autres dissidents — dont Georges-Paul Wagner, Yves Lemaignen et Bertrand Renouvin —, la Nouvelle Action française en 1971. 
Il quitte la NAF en janvier 1974.
Son frère aîné, Raymond Toublanc, également royaliste participa à un réseau de Résistance et mourut en déportation. Une place de la ville d'Angers porte son nom.